# Uredo anthurii
Uredo anthurii é uma espécie de fungo do gênero Uredo, também conhecida como ferrugem. Hopeda-se em plantas da espécie Anthurium andraeanum, onde produz manchas amareladas e/ou necróticas na face superior das folhas; vistas na face inferior como pústulas amarelo-alaranjadas, contendo os uredosporos.